# RemisenBrande
RemisenBrande er en nedlagt lokomotivremise ved Brande Station i Brande, som er omdannet til kultur- og konferencecenter.
Da Brande Station var udset at være det knudepunkt, hvor de to jyske diagonalbaner Vejle-Holstebro og Langå-Bramming skulle krydse hinanden, begyndte man i 1913 at bygge en stor remise, i første omgang med 8 spor og senere udvidet til 14 spor. Arkitekt var DSB-arkitekten Heinrich Wenck, som også tegnede stationsbygningen.
I 1969 kørte det sidste damplokomotiv i Brande, og i 1971, hvor Langå-Bramming-banen blev nedlagt, ophørte brugen af remisen.
I 2006 blev remisen restaureret og ombygget til dens nuværende formål ved Jørgen Overbys Tegnestue. Projektet blev muliggjort med støtte fra:
- Kulturministeriets Provinspulje
- Ringkøbing Amt
- Brande Kommune
- Bestseller A/S
- Lokale- og Anlægsfonden
- Realdania
- Siemens Wind Power A/S
- Scan-Thor
- Dronning Margrethe og Prins Henriks Fond
- Nordea Danmark Fonden
- Brande Fonden
- Anna & Aage Petersens Fond
- Codan Fonden
- Tuborgfondet
- Handelsbanken